# Bert Eriksson
Bert Eriksson (30. lipnja 1931. – 2. listopada 2005.) belgijski neonacistički vođa i flamanski nacionalist. 
Rođen je u Antwerpenu; majka mu je bila Flamanka, a otac Finac.  Rano u životu je postao nacist, a prije kraja rata se pridružio Hitlerovoj mladeži. Kao izraziti antikomunist, 1950. je otišao boriti se u Korejskom ratu. Godine 1968. je u Antwerpenu otvorio kafić Den Odal  koji je postao vodeće okupljalište neonacista nakon rata.  1971. je preuzeo vodstvo nad neonacističkom paravojnom organizacijom Vlaamse Militanten Orde, a nakon što je ona zabranjena 1984. pridružio se Flamanskom bloku koji je pradstavljen kao nasljednik.  
Pažnju javnosti je privukao kad je 1973. otišao u Austriju i iskopao posmrtne ostatke Cyriela Verschaevea koje je zatim pokopao u Alveringemu. Kasnije je je tvrdio da je isto učinio i s ostatcima Stafa de Clercqua i Antona Musserta.  Surađivao je i s antisemitskom organizacijom Wehrwolf-Verbond.  Umro je u Westdorpu u Nizozemskoj od bolesti pluća.